# タランティズム

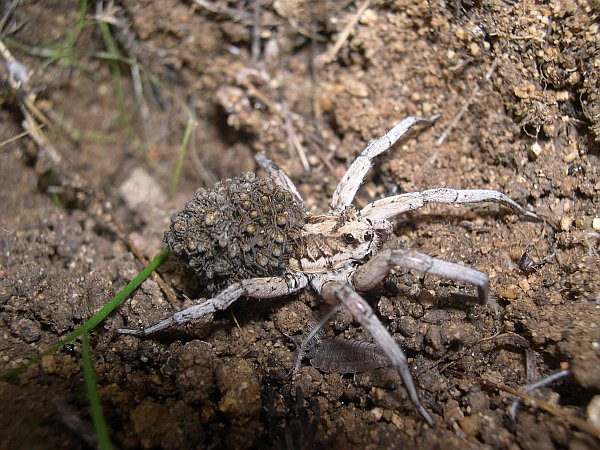
子グモを運ぶタランチュラコモリグモ

タランティズム（Tarantism、タラント病）とはヒステリー行動の一種であり、タランチュラコモリグモ（タランチュラの名称で括られている種とは別種である）に咬まれたことで起こると広く信じられていた。より有力な候補に、地中海の黒い未亡人またはジュウサンボシゴケグモとして知られるラトロデクトゥス・トレデキムグタトゥスが挙げられるが、このクモに咬まれることとタランティズムの行動との関連性は証明されていない。タランティズムは歴史的に南イタリア特有のダンシングマニアを指すが、ダンシングマニアとクモの咬傷にはほとんど関係がないようである。タランテラはこの病の治療法から発展したと考えられている。

## 歴史
タランティズムは11世紀に初めて記述され 、16世紀と17世紀の間に南イタリアでよく見られた。患者を襲う興奮性の高まりと不安に有機的な原因はないと強く示唆されていた。当時の定説では、患者はタランティズムによる死を防ぐために熱狂的に踊る必要があった。その治療法からタランテラと呼ばれる特定の踊りが発展したと考えられている。聖ペトロと聖パウロの祝日である6月29日、ガラティーナの教会は暴動の主要地となった。「踊りは聖パウロの徴の下に置かれ、その教会はタランティズムの患者たちが公に集う『劇場』として機能している。クモは常に聖パウロと代替できるようだ。女性のタランティズム患者は『聖パウロの花嫁』として着飾っている」。最高潮に達すると「タランティズムの患者たちは、長いこと踊ったあと聖パウロの教会に集まり、共同で忘我の発作に至り、[...] 全体の切羽詰まった興奮は患者たちの定型化された叫び声、様々な調子で発せられる『危機的な叫び』に支配された」。

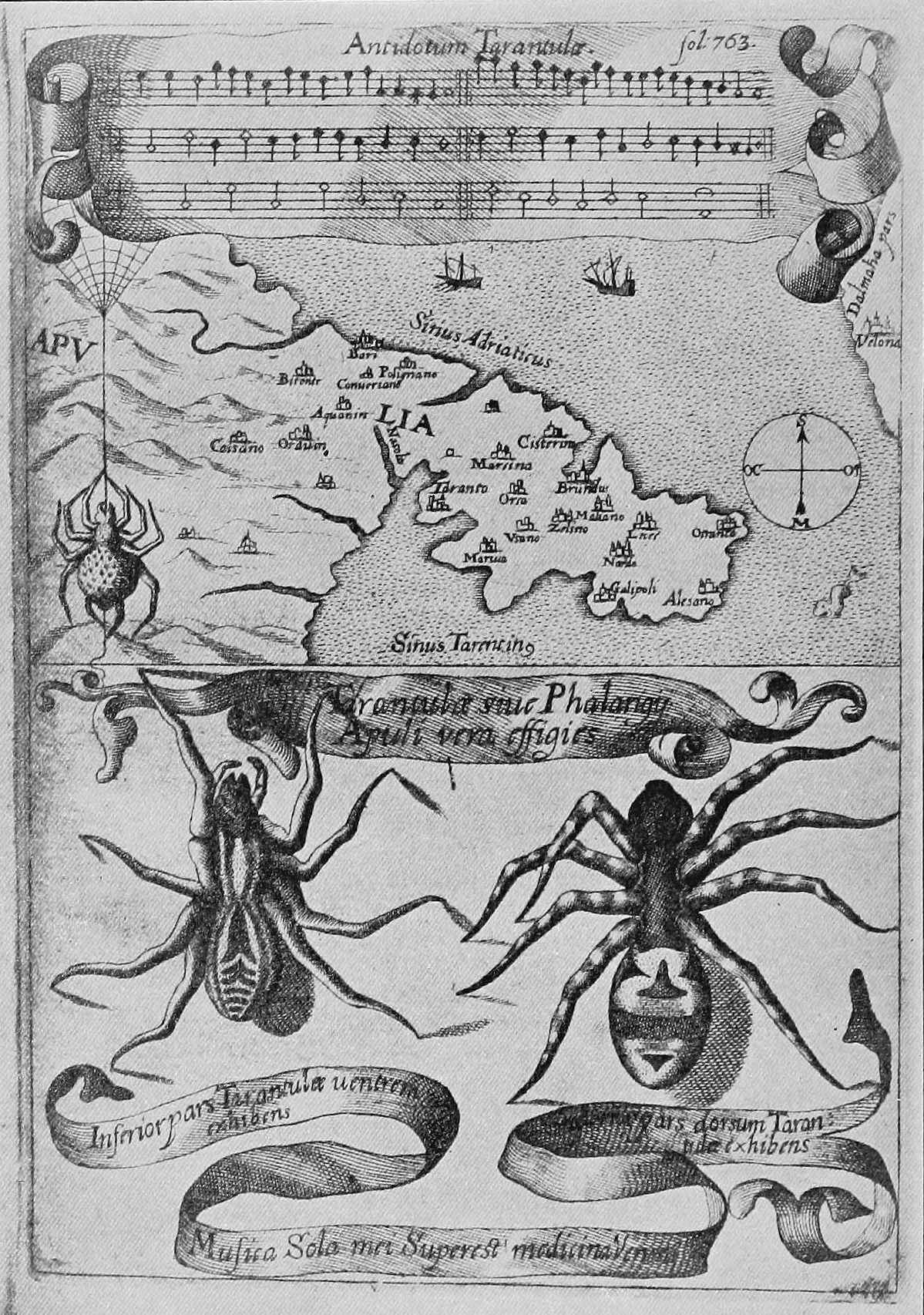
アタナシウス・キルヒャー「Antidotum tarantulae」(毒グモの解毒剤)の楽譜

Francesco Cancellieriはタランティズムについての網羅的な論文で、古代と近代両方の半科学的、文学的かつポピュラーな所見に注目し、それぞれ同様に重んじた。彼は、ナポリのある医師が6人の証人と1人の公証人の前で2匹のタランチュラに自身を咬ませたが舞踏病には罹らなかったという1693年8月の報告を記録している。タランティズムが主にアブルッツォ、アプリア、カラブリアで見られるものだったことから、Cancellieriはある程度、クモだけでなく場所にもこの病の原因があると考えていた。
Quando uno è punto da questa mal augurata bestia, si fanno cento diverse mosse in un momento. Si piange, si balla, si vomita, si trema, si ride, s'impallidisce, si grida, si sviene, si soffre gran dolore, e finalmente dopo qualche giorno si muore, se uno non è soccorso. Il sudore, e gli antidoti sollevano l'ammalato; ma il sovrano, ed unico rimedio è la Musica

この邪悪な獣にとりつかれると、一度に百の異なった感覚を得る。泣き、踊り、嘔吐し、震え、笑い、蒼褪め、叫んで失神し、すさまじい痛みに苦しむことになり、もし助けがなければ数日後に死んでしまう。汗と解毒剤が症状を緩和するが、効き目のある唯一の治療法は音楽だけである。
Cancellieriはさらにこの病の具体的な記録、主に病気に罹った小作農たちを単独あるいは集団で記述している。タランティズムは暑い夏に小作農たちに影響を及ぼし、怠惰にさせる。そして舞踏音楽による処置のみがいかに病人に活力を取り戻させることができるか描写している。
[...] e trovammo il misero contadino oppresso da difficile respirazione, ed osservammo inoltre, che la faccia, e le mani erano incominciate a divenir nere. E perchè il suo male era a tutti noto, si portò la Chitarra, la cui armonìa subito, che da lui fu intesa, cominciò a mover prima li piedi, poco dipoi le gambe. Si reggeva appresso sulle ginocchia. Indi a poco intervallo s'alzò passenggiando. Finalmente fra lo spazio di un quarto d'ora saltava si, che si sollevava ben tre palmi da terra. Sospirava, ma con empito sì grande, che portava terrore a' circostanti; e prima d'un'ora se gli tolse il nero dalle mani, e dal viso, riacquistando il suo natio colore.

[...] そして私たちは、貧しい小作農が呼吸困難で苦しみ、顔と手が黒くなり始めているのを観察した。すると彼の病気は皆に知られているために、ギターが持ってこられて、彼はすぐにそのハーモニーを認識すると、まず足を動かし始め、まもなく脚全体を動かした。彼は膝立ちになった。それからふらふらと立ち上がった。ついには4分の1時間ほど飛び跳ね、ほとんど3パームの高さまで跳び上がった。ため息を吐き、そのように大きく弾んでいたので見物人を怯えさせたが、一時間前には、黒い色が手や顔から消え失せ、彼は元の色を取り戻した。

## 解釈と議論
John Cromptonは、古代のバッカス祭の儀式が紀元前186年ローマ元老院の抑圧を受けて地下に潜り、咬まれた患者への救急処置の体で蘇ったのだと提言した。
タランティズムの現象は集団心因性疾患と一致している。
タランティズムがクモの咬傷に起因するという説は依然広く通用しているが、科学的な実証はされていない。Donaldson、CavanaghおよびRankinは実際の原因は不明であると結論付けた。

## 文化的レファレンス
多くの歴史的、文化的レファレンスがタランティズムとその「治療法」であるタランテラに関連している。例えば、ヘンリック・イプセンの『人形の家』のキーイメージ、ハリー・ポッターシリーズの「タラントアレグラ（踊れ）」の呪文などがある。39 Cluesシリーズの『Outbreak』でも言及されている。